# Кива, Александр Ефимович
Александр Ефимович Кива (род. 22 июня 1937, село Васьки, теперь Полтавского района Полтавской области) — украинский советский деятель, председатель Полтавского горисполкома, 1-й секретарь Полтавского горкома КПУ. Член Ревизионной Комиссии КПУ в 1986—1990 г.

## Биография
Окончил механический факультет Полтавского техникума мясной промышленности. До 1959 года служил в Советской армии.
Член КПСС с 1959 года.
В 1959—1965 г.  — студент Харьковского политехнического института, получил специальность радиоэлектроника.
В феврале 1965 — октябре 1966 г.  — работник бюро технической документации, технолог, заместитель начальника цеха Полтавского приборно-механического завода Министерства электронной промышленности СССР. В октябре 1966 — марте 1970 г.  — секретарь партийного комитета КПУ Полтавского приборо-механического завода.
В марте 1970 — сентябре 1972 г.  — 1-й секретарь Октябрьского районного комитета КПУ города Полтавы.
В сентябре 1972 — июле 1978 г.  — 2-й секретарь Полтавского городского комитета КПУ.
В июле 1978 — октябре 1981 г.  — председатель исполнительного комитета Полтавского городского совета народных депутатов.
В октябре 1981 — сентябре 1991 г.  — 1-й секретарь Полтавского городского комитета КПУ.
В 1991—1992 г.  — инженер Полтавского областного управления местной промышленности. С 1992 года — заместитель генерального директора объединения «Полтава», «Облкомунуправління», фирмы «Тест».
Потом — на пенсии в городе Полтаве. Избирался членом Полтавского областного комитета Компартии Украины.

## Награды
- орден Трудового Красного Знамени
- орден Знак Почета
- орден Дружбы народов
- две медали
- Почётная грамота Президиума Верховного Совета Украинской ССР